# إرنست غرينوود
إرنست غرينوود (بالإنجليزية: Ernest Greenwood)‏ هو سياسي أمريكي، ولد في 25 نوفمبر 1884 بيوركشاير في المملكة المتحدة، وتوفي في 15 يونيو 1955 بباي شور في الولايات المتحدة. حزبياً، نشط في الحزب الديمقراطي. وقد انتخب عضو مجلس النواب الأمريكي.